# Associação Desportiva Videirense de Futsal
A Associação Desportiva Videirense de Futsal, mais conhecida como ADV Futsal, ou Videirense, é um clube de futsal brasileiro da cidade de Videira, Santa Catarina, fundado em 2008.

## Títulos
- Copa Santa Catarina de Futsal: 2011